# Parasite (film, 1982)
Pour les articles homonymes, voir Parasite.
Pour plus de détails, voir Fiche technique et Distribution.
Parasite est un film américain réalisé par Charles Band, sorti en 1982.

## Synopsis
Dans un proche avenir, une catastrophe atomique a réduit le monde à la pauvreté. Au lieu d'un gouvernement, l'Amérique est dirigée par une organisation appelée « les marchands », qui exploitent les restes dégénérés de la société. Afin de garder le contrôle sur la population, les marchands forcent le docteur Paul Dean (Robert Glaudini (en)) à créer une nouvelle forme de vie, un parasite qui se nourrit de son hôte. Réalisant le potentiel mortel d'un tel être, Dean s'échappe avec le parasite, et s'infecte avec.
Dean fuit de ville en ville, étudiant le parasite afin de trouver un moyen de le détruire. Il garde une longueur d'avance sur un marchand nommé Wolf qui le pourchasse. Alors que Dean se repose dans une ville désertique, il est attaqué par une bande de hooligans Dana (Cherie Currie), Arn (Freddy Moore (en)), Bo (Joanelle Romero (en)), Zeke (Tom Villard (en)) dirigée par Ricus (Luca Bercovici (en)), un ancien esclave des Marchands. Le gang lui vole une boîte en argent contenant le parasite, ne réalisant pas ce que c'est. Le parasite s'échappe et infecte l'un des membres.

## Fiche technique
- Titre : Parasite
- Réalisation : Charles Band
- Scénario : Alan J. Adler, Michael Shoob et Frank Levering
- Musique : Richard Band
- Photographie : Mac Ahlberg
- Montage : Brad Arensman
- Production : Charles Band
- Société de production : Charles Band Productions
- Société de distribution : Embassy Pictures
- Pays :  États-Unis
- Langue : Anglais
- Format : Couleur - Stéréo - 35 mm - 2.35 : 1
- Genre : Horreur et science-fiction
- Dates de sortie : 
  - États-Unis : 12 mars 1982
  - France :  28 juillet 1982

## Distribution
- Cheryl Smith : la captive
- Demi Moore : Patricia Welles
- Cherie Currie : Dana
- Vivian Blaine : Miss Daley
- Scott Thomson : Chris
- Robert Glaudini (en) : Docteur Paul Dean
- Luca Bercovici (en) : Ricus
- Tom Villard (en) : Zeke
- Freddy Moore (en) : Arn
- Joanelle Romero (en) : Bo
- James Davidson : Wolf
- Al Fann : Collins
- Joel Miller : le punk
- James Cavan : Copain